# The New York Idea
Pour plus de détails, voir Fiche technique et Distribution.
The New York Idea (titre original) est une comédie muette américaine réalisée par Herbert Blaché, sortie en 1920.
Il s'agit d'une adaptation de la pièce L'Idée de New York (The New York Idea) de Langdon Mitchell, créée au Lyric Theatre à New York en 1906, avec Minnie Maddern Fiske et George Arliss.

## Synopsis
Un homme et une femme se jalousent au point de ruiner leur relation.

## Fiche technique
- Titre original : The New York Idea
- Réalisation : Herbert Blaché
- Assistant de direction : Marcel De Sano
- Scénario : Langdon Mitchell (pièce), Mary Murillo
- Directeur de la photographie : Jacques Bizeul
- Société de production :  Realart Pictures Corporation
- Pays de production :  États-Unis
- Genre : Comédie
- Film muet - Noir et blanc - 50 min
- Date de sortie : 
  - États-Unis : 27 novembre 1920

## Distribution
- Alice Brady : Cynthia Karslake
- Lowell Sherman : John Karslake
- Hedda Hopper : Vida Phillimore
- George Howell : Le juge Philip Phillimore
- Lionel Pape : Sir Wilfrid Darby
- Margaret Linden : Caroline Dwight
- Edward Davis : L'évêque Matthew Phillimore
- Harry Hocky : Tim Fiddler
- Nina Herbert : Mrs. Fiddler
- Emily Fitzroy : Grace Phillimore
- Julia Hurley : Mrs. Phillimore
- Marie Burke : Miss Heneage
- Robert Vivian : Brooks
- Edgar Norton : Thomas
- George Stevens : Le majordome